# Bupleurum trichopodum
Bupleurum trichopodum là một loài thực vật có hoa trong họ Hoa tán. Loài này được Boiss. & Spruner mô tả khoa học đầu tiên năm 1844.